# Nabta Plaia

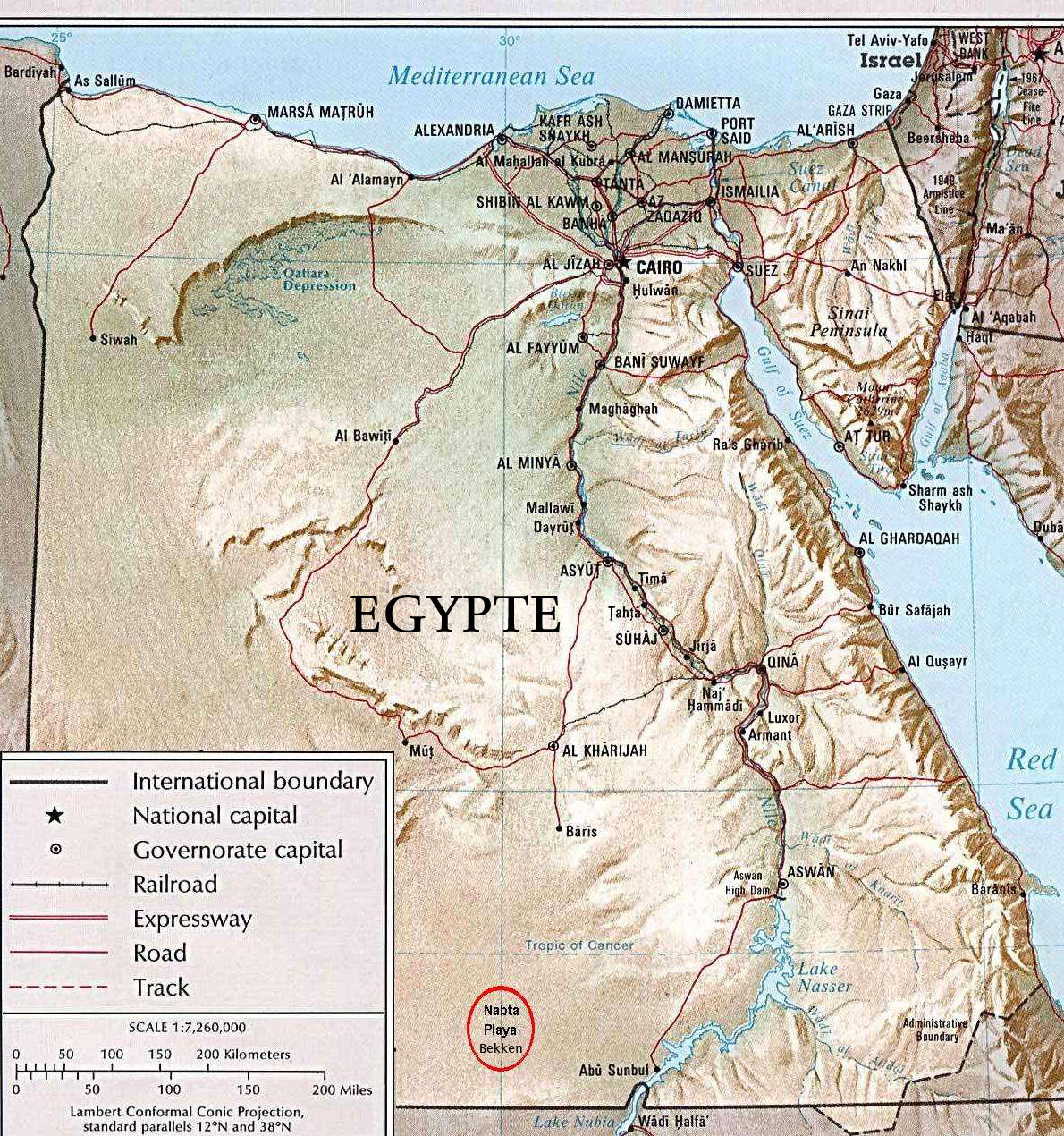
Localização aproximada de Nabta Plaia circulada na base da imagem

Nabta Plaia foi uma bacia no Deserto da Núbia, localizado a 800 km sul de Cairo; ou a 100 km oeste de Abul-Simbel, no sul do Egipto, a 22° 32' norte, 30° 42' leste. A região caracteriza-se pela presença de vários sítios arqueológicos..

## História
Por volta do X milénio a.C., o deserto núbio era uma região fértil devido às grandes chuvadas que recebia no verão, gerando um lago . Os primeiros grupos de pessoas foram atraídos pela abundância de água e pasto para o gado.
Achados arqueológicos indicam a existência de assentamentos humanos nesta região, que remontam ao décimo e oitavo milênio a.C.. Essas pessoas tinham uma cultura de domesticação do gado (provavelmente foram os primeiros pastores de gado bovino em África) e utilizavam objetos cerâmicos  adornados com inscrições complexas.
ANo VII milênio a.C., existiu um assentamento organizado, muito grande, utilizando como recurso um poço profundo de água . Também foram encontradas cabines construídas com pólos nesse tempo. As pessoas alimentavam-se de frutas, legumes, milho, sorgo e tubérculos nesta época.
Além disso, depois do sétimo milênio, foram trazidas cabras e ovelhas, aparentemente a partir do noroeste. Havia também muitas lareiras .

## Alto nível de organização
As descobertas arqueológicas revelam que estes povos pré-históricos organizavam a sua sobrevivência com maior nível de organização do que os seus contemporâneos do Vale do Nilo, visto que::
- Construíam estruturas de pedra acima e abaixo do solo;
- As vilas eram projetadas em arranjos pré-planeados;
- Construíam poços profundos que mantinham água durante todo o ano.

Também existem evidências de que a região era ocupada apenas sazonalmente, provavelmente só no verão, quando o lago estava cheio de água e pasto para o gado .
Vários arqueólogos e egiptólogos atribuem a sofisticada organização do povo egípcio aos antigos habitantes de Nabta Plaia que, muito provavelmente, foram os ancestrais daquele país.

## Construções megalíticas

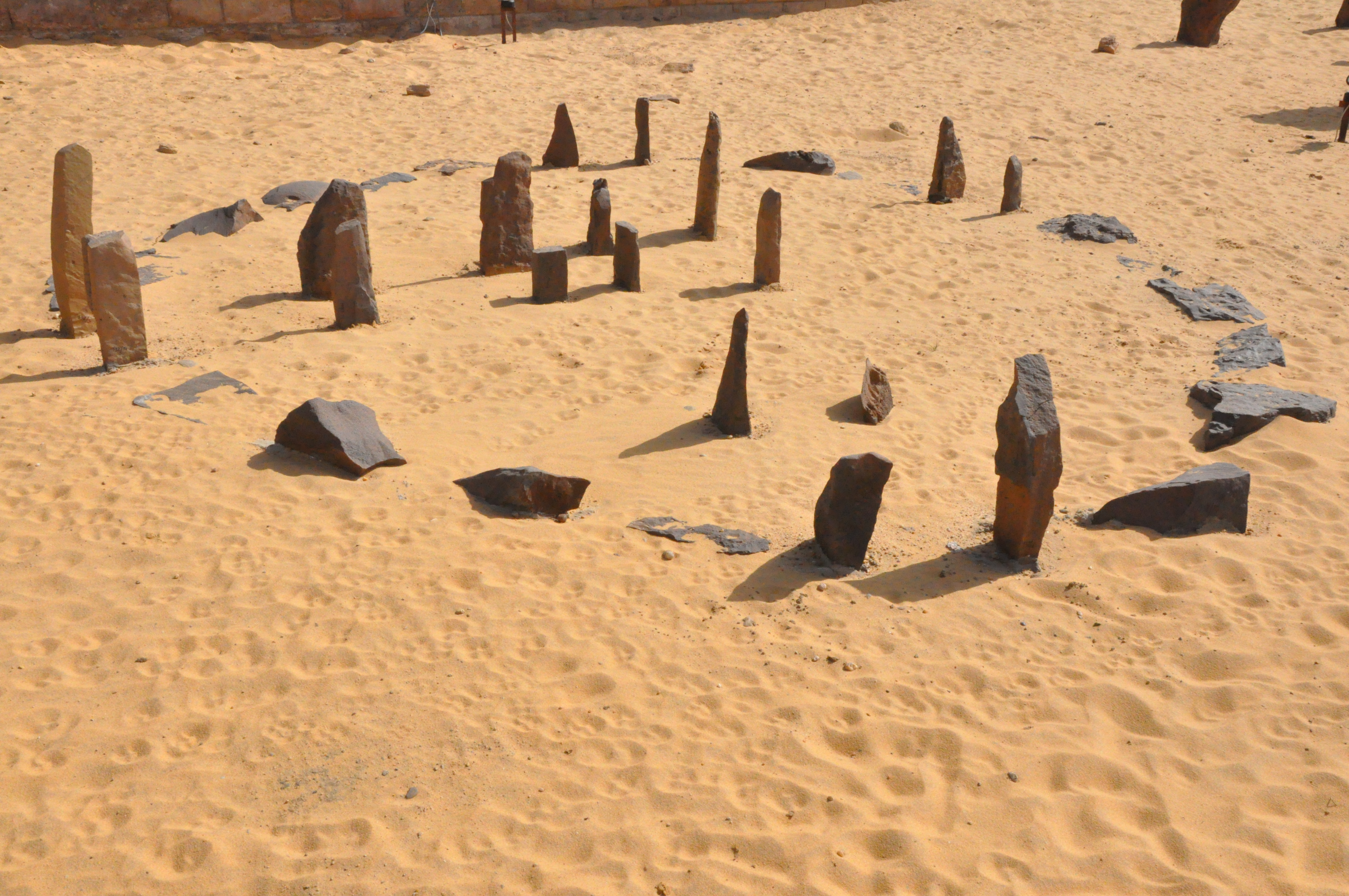
O Cromeleque de Nabta Plaia é oval, o diâmetro maior mede cerca de cinco metros. Reprodução do Cromeleque no Museu Núbio em Assuão

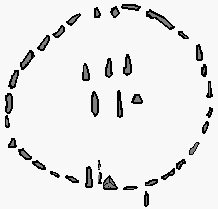
Reconstituição do cromeleque de Nabta Plaia

Por volta do V milênio a.C., o povo de Nabta Plaia construiu um dos dispositivos arqueoastronômicos mais antigos de que se tem notícia (mais ou menos na mesma época do Círculo de Goseck na Alemanha e do complexo de templos megalíticos de Mnajdra em Malta). Este dispositivo consiste em grandes alinhamentos de pedras que indicavam o surgimento de certas estrelas em determinadas épocas do ano e um calendário cíclico que indica a direção do solstício de verão.. Um inventario dos sítios arqueoastronômicos da UNESCO cita Nabta Plaia como tendo "alinhamentos solares e estelares hipotéticos."